# Charles B. Henderson

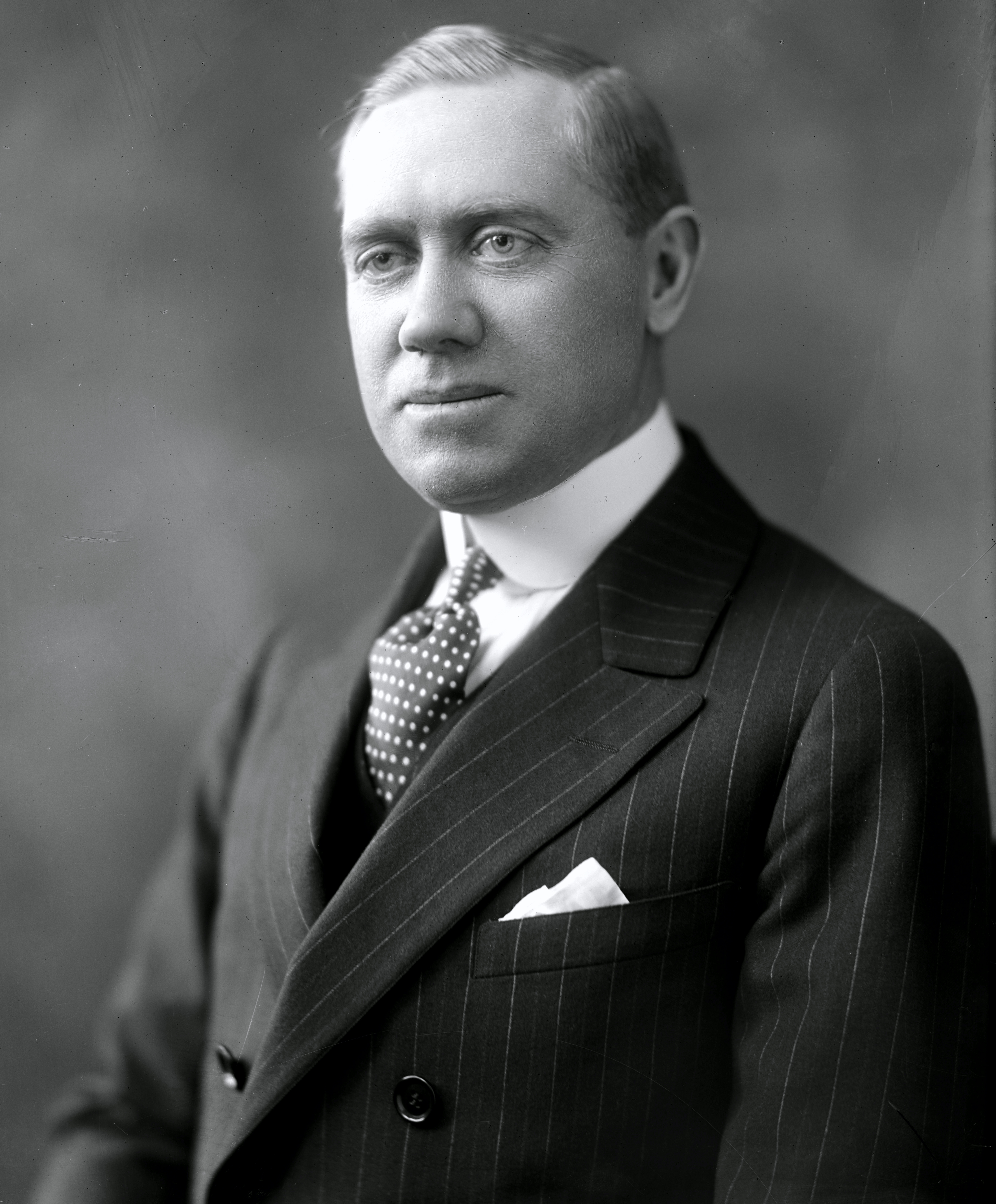
Charles B. Henderson

Charles Belknap Henderson, född 8 juni 1873 i San Jose, Kalifornien, död 8 november 1954 i San Francisco, var en amerikansk demokratisk politiker. Han representerade delstaten Nevada i USA:s senat 1918-1921.
Henderson studerade vid University of the Pacific, Stanford University och University of Michigan. Han inledde 1896 sin karriär som advokat i Nevada. Han deltog som löjtnant i spansk-amerikanska kriget och tjänstgjorde som distriktsåklagare i Elko County 1901-1905.
Senator Francis G. Newlands avled i december 1917 i ämbetet och Henderson utnämndes till senaten den 12 januari 1918. Han vann sedan fyllnadsvalet i november 1918. Henderson ställde upp för omval i senatsvalet 1920 men besegrades av republikanen Tasker Oddie.
Henderson var styrelseordförande för Reconstruction Finance Corporation 1941-1947.
Henderson var anglikan och frimurare. Han gravsattes på Elko Cemetery i Elko. Staden Henderson i Clark County har fått sitt namn efter Charles B. Henderson.